# Играчка (албум)
Играчка је седми студијски студијски албум српске фолк певачице Снеки Бабић, издат 1994. године за ПГП РТС. Албум је снимљен у сарадњи са Злаја бендом. На овом албуму се налази велики хит Даворике дајке. На албуму је радио Драган Брајовић Браја.

## Списак песама
| №  | Назив                          | Текст                 | Музика                | Трајање |  |
| 1. | Играчка                        | Драган Брајовић Браја | Злаја Тимотић         | 4:22    |  |
| 2. | Љубавница                      | Весна Петковић        | Злаја Тимотић         | 3:40    |  |
| 3. | Бумеранг                       | Драган Брајовић Браја | Драган Брајовић Браја | 3:34    |  |
| 4. | Девојка без среће              | Весна Петковић        | Злаја Тимотић         | 4:00    |  |
| 5. | Секси цурице                   | Весна Петковић        | Злаја Тимотић         | 3:34    |  |
| 6. | Даворике дајке                 | Весна Петковић        | традиционал           | 3:21    |  |
| 7. | И мени би данас играли сватови | Драган Брајовић Браја | Драган Брајовић Браја | 3:26    |  |
| 8. | Циганка                        | Драган Брајовић Браја | Злаја Тимотић         | 3:12    |  |